# Lasius flavus
Lasius flavus és una espècie de formiga de la subfamília dels formicins (Formicinae) que està molt estesa a Europa, incloent-hi la península Ibèrica, però també habita a Àsia, Àfrica del nord i l'est d'Amèrica del Nord. Va ser descrita per l'entomòleg danès Johan Christian Fabricius el 1787.
Aquesta espècie viu principalment en els camps i prats humits, els nius són en general totalment sota terra i coberts d'herba, encara que també poden tenir l'entrada en forma de monticle. Crien pugons i s'alimenten de les seves secrecions ensucrades.

## Característiques
Les reines mesuren de 7 a 9 mil·límetres de llarg, els mascles de 3 a 4 mil·límetres i les obreres de 2 a 4 mil·límetres. Aquestes formigues tenen colors que van del groc al marró, la reina i els mascles són més foscos. Lasius flavus és una espècie monomorfa, és a dir tots els membres són de forma semblant i no tenen soldats.

## Història natural
S'alimenta gairebé exclusivament de la melassa excretada pels pugons que crien als nius subterranis. A causa d'aquest tipus de subministrament d'aliments, aquesta formiga no surt gaire del formiguer per buscar menjar. Per això els nius gairebé no tenen eixides.
Les formigues sexuades eixamenen principalment els dies càlids de mig estiu. La nova colònia és sovint fundada per diverses reines (pleometrosi). Més tard, les reines es barallen i només en sobreviu una i la colònia esdevé monògina.

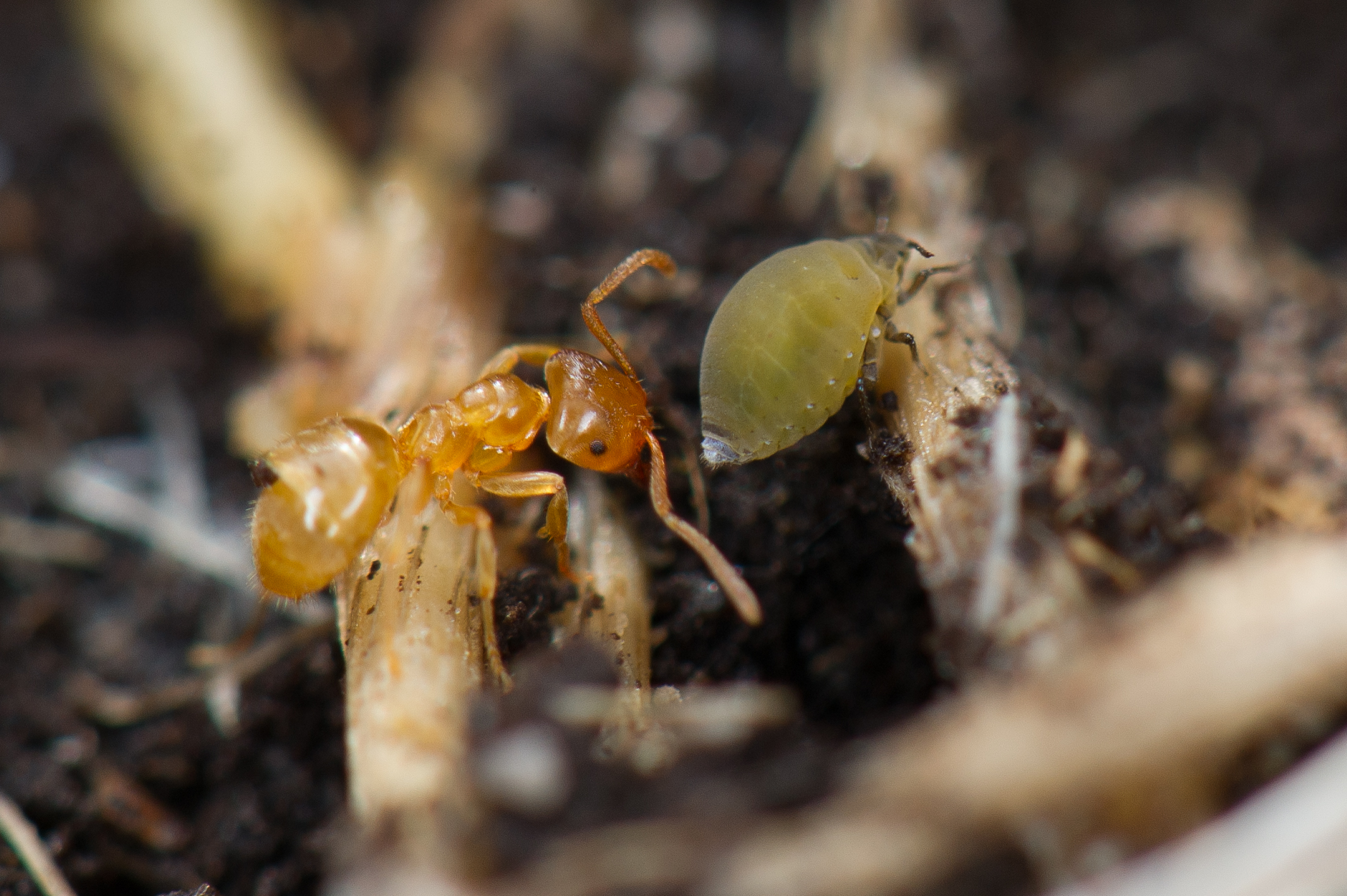
Obrera amb pugó
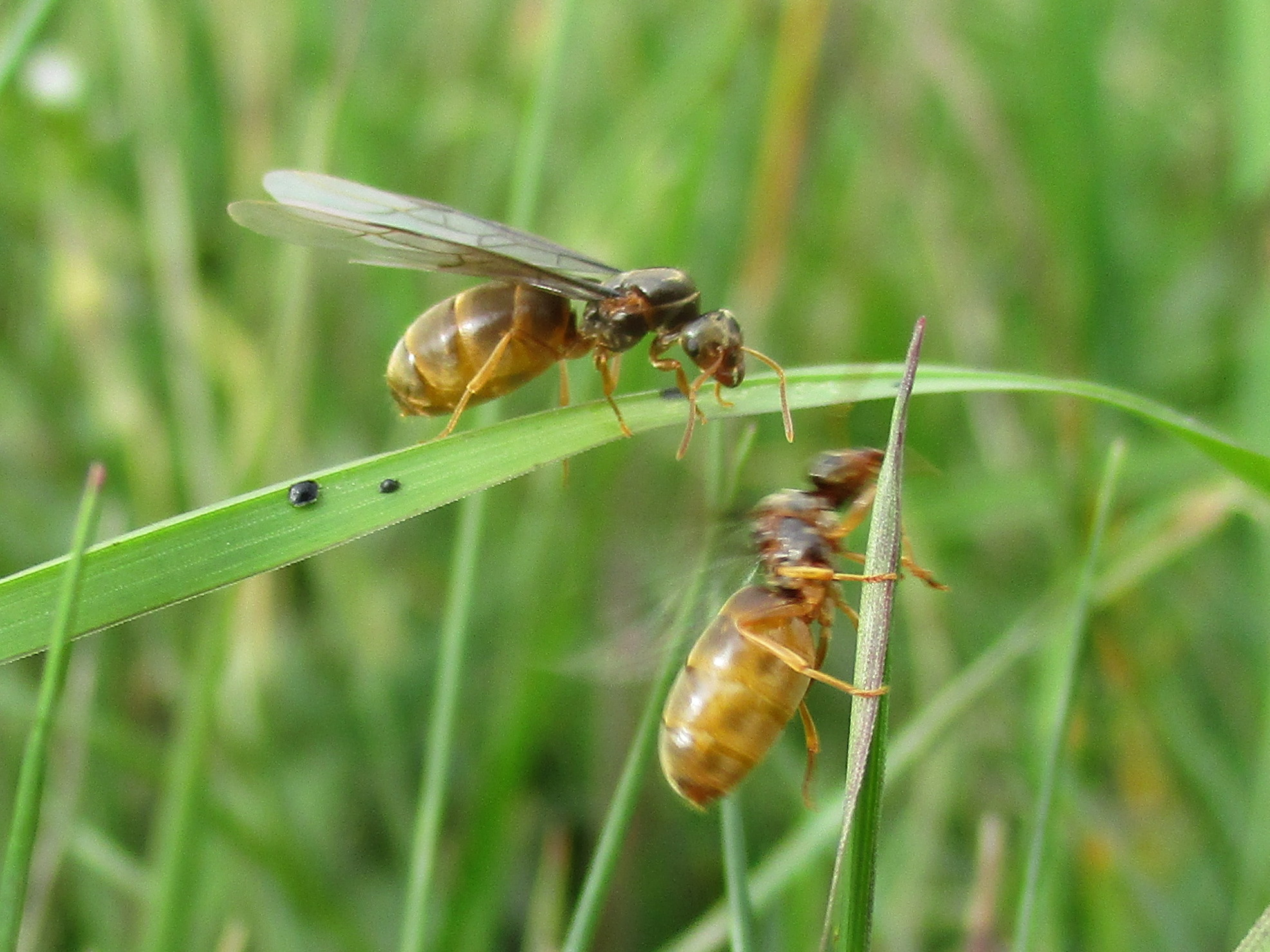
Reines alades
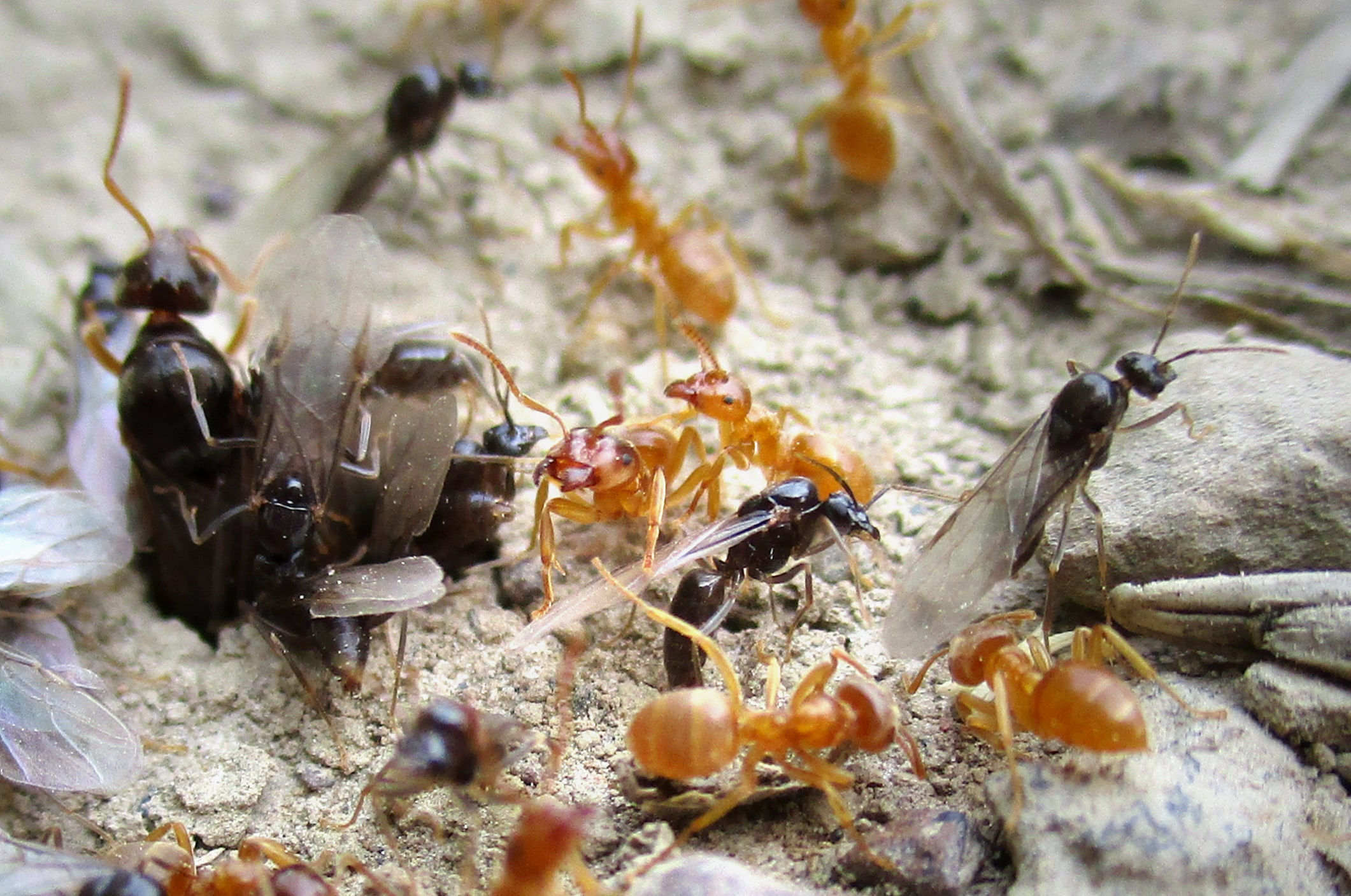
Mascles i reines surten del niu terrestre
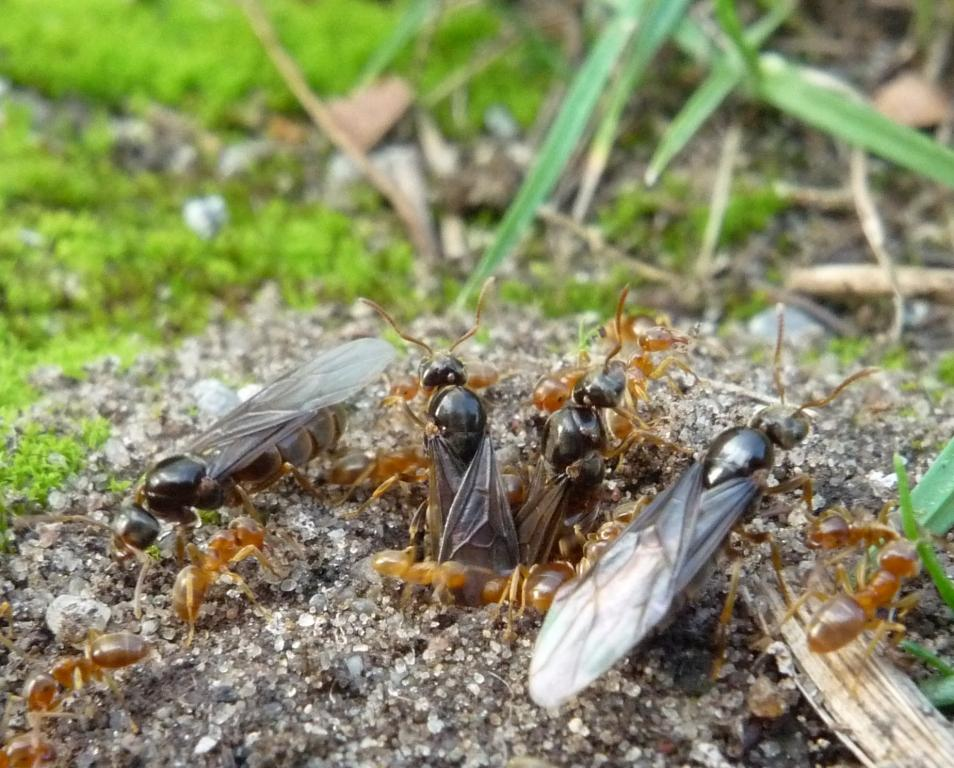
Niu terrestre
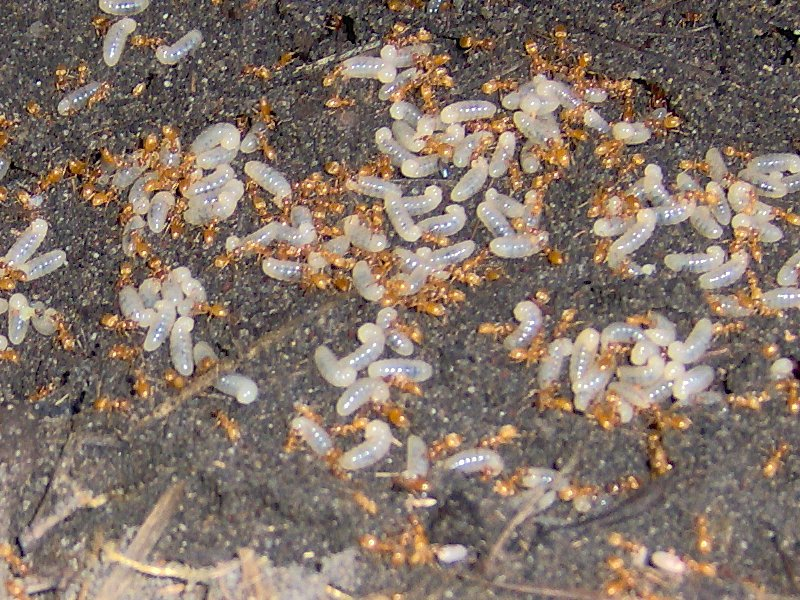
Obreres que curen llarves
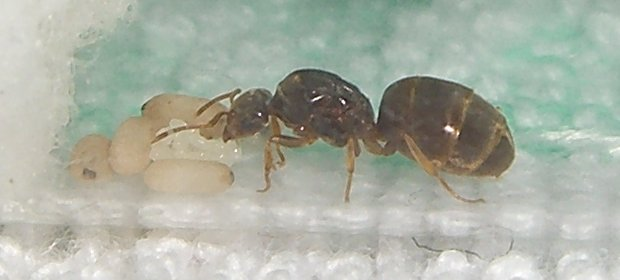
Reina